# Wanda Zmarzer
Wanda Zmarzer (ur. 7 listopada 1941, zm. 12 marca 2020) – polska specjalistka w zakresie filologii i językoznawstwa rosyjskiego, prof. dr hab.

## Życiorys
Wanda Zmarzer ukończyła studia na Uniwersytecie im. Łomonosowa w Moskwie. Obroniła pracę doktorską, następnie uzyskała stopień doktora habilitowanego. 14 lipca 1992 nadano jej tytuł profesora w zakresie nauk humanistycznych. Objęła funkcję profesora zwyczajnego w Wyższej Szkole Języków Obcych i Zarządzania Finansami „Avans” w Warszawie oraz w Instytucie Rusycystyki na Wydziale Lingwistyki Stosowanej Uniwersytetu Warszawskiego.
Była kierownikiem Międzywydziałowych Studiów Wschodniosłowiańskich na Wydziale Lingwistyki Stosowanej Uniwersytetu Warszawskiego, a także rektorem Wyższej Szkoły Języków Obcych i Zarządzania Finansami „Avans” w Warszawie.
Zmarła 12 marca 2020.
Jej mężem był Jurij Lukszyn.

## Odznaczenia
- Krzyż Kawalerski Orderu Odrodzenia Polski[2]